# Liste der Baudenkmäler in Nymphenburg
Auf dieser Seite sind die Baudenkmäler im Münchner Stadtteil Nymphenburg im Stadtbezirk 9 Neuhausen-Nymphenburg aufgelistet. Zu diesen Baudenkmälern gibt es auch eine Bildersammlung und ein Fotoalbum mit ausgewählten Bildern.
Diese Liste ist Teil der Liste der Baudenkmäler in München. Grundlage ist die Bayerische Denkmalliste, die auf Basis des bayerischen Denkmalschutzgesetzes vom 1. Oktober 1973 erstmals erstellt wurde und seither durch das Bayerische Landesamt für Denkmalpflege geführt und aktualisiert wird. Die folgenden Angaben ersetzen nicht die rechtsverbindliche Auskunft der Denkmalschutzbehörde.

## Ensembles
- Schloss Nymphenburg, das stadtnahe Gartenschloss der bayerischen Kurfürsten des 18. Jahrhunderts, bildet, über die unmittelbar zur Schlossanlage gehörigen Teile mit dem Schlosspark und seinen Parkbauten hinaus ein Ensemble, indem es Stadtlandschaft ordnet und bestimmt. Mittel hierzu ist eine geläufige Form barocker Stadtbaukunst, in der Straße und Gewässer gleichwertig eingesetzt sind: Das von Westen, von der Würm durch den Nymphenburger Kanal herangeführte Wasser wird nach Osten weitergeführt, wobei ein zweiter Kanal, der Biedersteiner, gegen Norden abgezweigt wird. Diesem entspricht gegen Südosten die Straßenverbindung zur Stadt, die allerdings in ihrer durchgehenden Form aufgegeben wurde. Mit diesem beliebten Grundmuster der Patte d’oie sollte eine Neustadt, die Karlstadt (nach Kurfürst Karl Albrecht) strukturiert werden. Der Ausbau begann am Alleekanal, wo er sich bis zur Gegenwart dank strenger Bauvorschriften an die Ausgangskonzeption hält. Das Grundrissmuster wird noch durch weitere Straßenstrahlen ergänzt. Hierzu gehört die Maria-Ward-Straße, an deren Anfang sich das Institut der Englischen Fräulein bewusst dem Schlossensemble einfügt. Auch die Anlage des Botanischen Gartens im Anschluss an die Orangerie schreibt das Ensemble sinnvoll fort; gegenüber, im Süden, ordnet sich ihm eine Biedermeierbebauung ein. (E-1-62-000-43)

## Einzeldenkmäler

### A
| Lage                        | Objekt | Beschreibung                           | Akten-Nr.      | Bild  |
| --------------------------- | ------ | -------------------------------------- | -------------- | ----- |
| Arnulfstraße 297 (Standort) | Villa  | neubarock, mit Mansarddach, um 1910/20 | D-1-62-000-417 | Villa |

### B
| Lage                              | Objekt           | Beschreibung | Akten-Nr.       | Bild             |
| --------------------------------- | ---------------- | --- | --------------- | ---------------- |
| Brunhildenstraße 2 (Standort)     | Villa            | in Ecklage, barockisierend, Anfang 20. Jahrhundert | D-1-62-000-1006 | Villa            |
| Brunhildenstraße 4/6 (Standort)   | Doppelvilla      | zweigeschossiger Walmdachbau mit breitem Bodenerker und Zwerchhaus, Anfang 20. Jahrhundert Ehemals unter der Denkmalnummer D-1-62-000-1007 geführt, wurde es aus der Denkmalliste gestrichen, nachdem die Fassade stark erneuert wurde. 2022 wieder aufgenommen in die Denkmalliste | D-1-62-000-1004 | Doppelvilla      |
| Brunhildenstraße 8/10 (Standort)  | Doppelvilla      | historisierender zweigeschossiger Walmdachbau mit polygonalen Eckerkern, Anfang 20. Jahrhundert | D-1-62-000-1008 | Doppelvilla      |
| Brunhildenstraße 12/14 (Standort) | Doppelvilla      | barockisierend, nach Plänen von 1909 durch die München-Pasinger-Terraingesellschaft errichtet | D-1-62-000-1011 | Doppelvilla      |
| Brunhildenstraße 20/22 (Standort) | Doppelvilla      | historisierend, Anfang 20. Jahrhundert | D-1-62-000-1012 | Doppelvilla      |
| Brunhildenstraße 25 (Standort)    | Malerische Villa | in Ecklage, historisierend, 1903 von Ernst Pfeifer | D-1-62-000-1013 | Malerische Villa |

### D
| Lage                                   | Objekt                        | Beschreibung | Akten-Nr.       | Bild                          |
| -------------------------------------- | ----------------------------- | --- | --------------- | ----------------------------- |
| Dall’Armistraße 12 (Standort)          | Mansarddachvilla              | zweigeschossiger neuklassizistischer Bau mit Mansardwalmdach, übergiebeltem Zwerchhaus und Balkonvorbau, um 1920                                                                                 | D-1-62-000-1204 | Mansarddachvilla              |
| Dall’Armistraße 13/15/17 (Standort)    | Reihenhausgruppe              | historisierende Gruppe mit traufseitig ausgebildeter Mitte, der östliche Kopfbau giebelständig mit Steildach, der westliche Kopfbau zweigeschossig mit Walmdach, bezeichnet 1913, renoviert 1997 | D-1-62-000-1205 | Reihenhausgruppe              |
| Dall’Armistraße 27/29 (Standort)       | Reihenhausgruppe              | eingeschossiger historisierender Mansarddachbau, von giebelständigem Eckbau mit Eckerker und Mansarddach mit Halbwalm flankiert, Anfang 20. Jahrhundert                                          | D-1-62-000-1206 | Reihenhausgruppe              |
| Dall’Armistraße 33/35/37/39 (Standort) | Symmetrische Reihenhausgruppe | eingeschossige historisierende Mansard(walm)dachbauten, die Mitte durch einen Schweifgiebel betont, von Emil Löwenstein, 1910                                                                    | D-1-62-000-1207 | Symmetrische Reihenhausgruppe |
| Dall’Armistraße 43 (Standort)          | Doppelvilla                   | barockisierender zweigeschossiger Eckbau mit Mansardwalmdach, Schweifgiebel und polygonalem Eckerker, von Emil Löwenstein, 1911; Block mit Nr. 45                                                | D-1-62-000-1208 | Doppelvilla                   |
| Dall’Armistraße 44 (Standort)          | Mietshaus                     | in Ecklage, mit Mansarddach, um 1930 von Heinrich Stengel und Paul Hofer; städtebaulich auf Nr. 46 bezogen; Nebenflügel siehe Groffstraße 2                                                      | D-1-62-000-1209 | Mietshaus                     |
| Dall’Armistraße 45 (Standort)          | Doppelvilla                   | zweigeschossiger historisierender Eckbau mit Mansardwalmdach und Gauben, von Karl Büßler, um 1926; Block mit Nr. 43                                                                              | D-1-62-000-1210 | Doppelvilla                   |
| Dall’Armistraße 46 (Standort)          | Münchener Bürgerheim          | barockisierende dreigeschossige Vierflügelanlage mit Mansardwalmdach und Risaliten, von Hans Grässel, 1910–12; nördlich mit Ummauerung und Gartenhäuschen, gleichzeitig                          | D-1-62-000-1211 | weitere Bilder                |
| Dall’Armistraße 69 (Standort)          | Villa                         | Eingeschossiger, neuklassizistischer Mansardwalmdachbau über hohem Sockelgeschoss mit Erker und Vorbauten, von Simon Birner, 1921.                                                               | D-1-62-000-9829 | Villa                         |
| De-la-Paz-Straße 10 (Standort)         | Mietshaus                     | Neurenaissance, Eckbau mit drei erhöhten Eckrisaliten, um 1900. | D-1-62-000-1247 | Mietshaus                     |

### F
| Lage                                 | Objekt                                    | Beschreibung | Akten-Nr.       | Bild                              |
| ------------------------------------ | ----------------------------------------- | --- | --------------- | --------------------------------- |
| Ferdinand-Maria-Straße 14 (Standort) | Mansarddachvilla                          | erdgeschossiger neuklassizistischer Mansardwalmdachbau mit Portikus, Gartenaltane sowie Zwerchhäusern, um 1910/20; mit Einfahrtstor, bauzeitlich                                                   | D-1-62-000-1673 | Mansarddachvilla                  |
| Ferdinand-Maria-Straße 26 (Standort) | Mietshaus                                 | dreigeschossiger Eckbau in Formen der deutschen Renaissance mit turmartiger Eckausbildung, Kastenerker und sparsamem Stuckdekor, von Erwin Böck und Jakob Berger, 1900                             | D-1-62-000-1674 | Mietshaus                         |
| Ferdinand-Maria-Straße 28 (Standort) | Mietshaus                                 | dreigeschossiger Neurenaissancebau mit Eckturm, Lisenen und Stuckdekor, um 1900; Block mit Nr. 30                                                                                                  | D-1-62-000-1675 | Mietshaus                         |
| Ferdinand-Maria-Straße 30 (Standort) | Mietshaus                                 | dreigeschossiger Neurenaissancebau mit seitlichen übergiebelten Risaliten, Lisenen und Stuckgliederung, um 1900; mit Einfriedung, bauzeitlich; Block mit Nr. 28                                    | D-1-62-000-1676 | Mietshaus                         |
| Ferdinand-Maria-Straße 41 (Standort) | Mietshaus                                 | dreigeschossiger Neurenaissance-Eckbau mit Eckturm, Zwerchgiebel und Stuckdekor, um 1900 | D-1-62-000-1677 | Mietshaus                         |
| Ferdinand-Maria-Straße 45 (Standort) | Mietshaus                                 | dreigeschossiger Walmdachbau in Formen der deutschen Renaissance mit Eckturm, Kastenerker, Stuckdekor und holzgeschnitzten Details, um 1900                                                        | D-1-62-000-1678 | Mietshaus                         |
| Ferdinand-Maria-Straße 47 (Standort) | Mietshaus                                 | dreigeschossiger Neurenaissancebau mit durch Erker und Zwerchgiebel betonter Mittelachse und Stuckdekor, Anfang 20. Jahrhundert; Gruppe mit Nr. 49                                                 | D-1-62-000-1679 | Mietshaus                         |
| Ferdinand-Maria-Straße 49 (Standort) | Mietshaus                                 | dreigeschossiger Neurenaissancebau mit durch Erker und Zwerchgiebel betonter Mittelachse und Stuckdekor, Anfang 20. Jahrhundert; Gruppe mit Nr. 47                                                 | D-1-62-000-1680 | Mietshaus                         |
| Flüggenstraße 1 (Standort)           | Villa                                     | zweigeschossiger historisierender Mansardwalmdachbau mit halbrundem Erkervorbau und Balkon, um 1910; mit Einfriedung, bauzeitlich; Block mit Nibelungenstraße 48                                   | D-1-62-000-1709 | Villa                             |
| Flüggenstraße 3 (Standort)           | Villa                                     | eingeschossiger historisierender Mansardhalbwalmdachbau, um 1910 | D-1-62-000-1711 | Villa                             |
| Flüggenstraße 5 (Standort)           | Villa                                     | zweigeschossiger historisierender Mansardwalmdachbau mit Zwerchhäusern, polygonalem Bodenerker und Altane, nach Plänen von Paul Böhmer, 1911                                                       | D-1-62-000-1713 | Villa                             |
| Flüggenstraße 9 (Standort)           | Villa                                     | zweigeschossiger historisierender Mansardwalmdachbau mit übergiebelten Mittelrisaliten und Loggia, Anfang 20. Jahrhundert; mit Einfriedung, bauzeitlich; Block mit Nr. 11                          | D-1-62-000-1716 | Villa                             |
| Flüggenstraße 11 (Standort)          | Villa                                     | zweigeschossiger historisierender Mansardwalmdachbau mit übergiebelten Mittelrisalit und Loggia, Anfang 20. Jahrhundert; mit Einfriedung, bauzeitlich; Block mit Nr. 9                             | D-1-62-000-1718 | Villa                             |
| Flüggenstraße 13 (Standort)          | Villa                                     | historisierender zweigeschossiger Mansardwalmdachbau mit Altane und halbrundem Bodenerkerturm, um 1911; an Vorgartenecke Pavillon, wohl bauzeitlich; bildet mit Sophie-Stehle-Straße 2 einen Block | D-1-62-000-1720 | Villa                             |
| Flüggenstraße 15 (Standort)          | Villa                                     | historisierend, 1910–11 von Carl Hocheder d. Ä.; am Vorgartentor Puttengruppe von Wilhelm Nida-Rümelin                                                                                             | D-1-62-000-1721 | weitere Bilder                    |
| Flüggenstraße 17 (Standort)          | Villa                                     | zweigeschossiger Putzbau mit Schopfwalmdach, Querbau und Altane, um 1910 | D-1-62-000-1722 | Villa                             |
| Franz-Schrank-Straße 4/12 (Standort) | Krankenanstalt des Dritten Ordens         | siehe Menzinger Straße 48 | D-1-62-000-4515 | Krankenanstalt des Dritten Ordens |
| Franz-Schrank-Straße 9 (Standort)    | Bayerisches Landesamt für Maß und Gewicht | Neue Sachlichkeit, Klinker-Gruppenbau mit Turm, 1927–28 von Karl Badberger. | D-1-62-000-1795 | weitere Bilder                    |

### G
| Lage                           | Objekt      | Beschreibung | Akten-Nr.       | Bild           |
| ------------------------------ | ----------- | --- | --------------- | -------------- |
| Gaßnerstraße 19 (Standort)     | Mietshaus   | Neurenaissance, 1897/98 von Josef Hauswohl; zum Teil verändert.                                                  | D-1-62-000-2045 | weitere Bilder |
| Gaßnerstraße 21 (Standort)     | Mietshaus   | neubarock, mit Turmerker, 1900 von Georg Müller                                                                  | D-1-62-000-2046 | weitere Bilder |
| Groffstraße 2 (Standort)       | Mietshaus   | 1930 von Heinrich Stengel und Paul Hofer; bildet als niedrigerer Nebenflügel eine Gruppe mit Dall’Armi-Straße 44 | D-1-62-000-1209 | Mietshaus      |
| Guntherstraße 21 (Standort)    | Mietshaus   | Eckbau im Stil des reduzierten Historismus, 1913 von Berthold Neubauer.                                          | D-1-62-000-2335 | Mietshaus      |
| Guntherstraße 25/27 (Standort) | Doppelvilla | mit gemeinsamem Säulenbalkon, 1922 von Gustav Häffner                                                            | D-1-62-000-2336 | Doppelvilla    |

### H
| Lage                                                  | Objekt                       | Beschreibung | Akten-Nr.       | Bild                         |
| ----------------------------------------------------- | ---------------------------- | --- | --------------- | ---------------------------- |
| Hippmannstraße 12 (Standort)                          | Teil einer Mietshausreihe    | historisierende Mischformen, um 1900; mit Nr. 14 und 16                                                                                     | D-1-62-000-2659 | Teil einer Mietshausreihe    |
| Hippmannstraße 13 (Standort)                          | Langgestrecktes Traufhaus    | spätklassizistisch, mit erhöhtem Mittelteil und Stuckdekor, 3. Viertel 19. Jahrhundert                                                      | D-1-62-000-2660 | Langgestrecktes Traufhaus    |
| Hippmannstraße 14 (Standort)                          | Teil einer Mietshausreihe    | historisierende Mischformen, um 1900; mit Nr. 12 und 16                                                                                     | D-1-62-000-2661 | Teil einer Mietshausreihe    |
| Hippmannstraße 16 (Standort)                          | Teil einer Mietshausreihe    | historisierende Mischformen, um 1900; mit Nr. 12 und 14                                                                                     | D-1-62-000-2662 | Teil einer Mietshausreihe    |
| Hippmannstraße 18 (Standort)                          | Schweifgiebelhaus            | Anfang 20. Jahrhundert; an die Mietshausreihe Nr. 12, 14 und 16 anschließend.                                                               | D-1-62-000-2663 | Schweifgiebelhaus            |
| Hirschgarten (Standort)                               | Hirschgarten                 | um 1780 unter Kurfürst Karl Theodor angelegter Landschaftspark                                                                              | D-1-62-000-2677 | Hirschgarten                 |
| Hirschgarten 1 (Standort)                             | Gaststätte Hirschgarten      | Ehemaliges Jägerhaus, langgestreckter niedriger Spätbarockbau von 1791, beiderseits durch Torpfeiler mit den Wirtschaftsgebäuden verbunden. | D-1-62-000-2678 | Gaststätte Hirschgarten      |
| Hirschgartenallee 26 (Standort)                       | Eckhaus                      | barockisierender Jugendstil, um 1900; Gruppe mit Wotanstraße 78                                                                             | D-1-62-000-2679 | Eckhaus                      |
| Hirschgartenallee 29 (Standort)                       | Kleinhaus                    | zweigeschossig, spätestens 1859, erweitert vor 1887; Block mit Nr. 31                                                                       | D-1-62-000-2680 | Kleinhaus                    |
| Hirschgartenallee 31 (Standort)                       | Kleinhaus                    | zweigeschossig, spätestens 1859; Block mit Nr. 29                                                                                           | D-1-62-000-2681 | Kleinhaus                    |
| Hirschgartenallee 32/32a (Standort)                   | Mietshaus                    | zum Teil in Fachwerk, 1887 von Xaver Haller, 1898 von demselben aufgestockt                                                                 | D-1-62-000-2682 | Mietshaus                    |
| Hirschgartenallee 41 (Standort)                       | Mietshaus                    | dreigeschossiger Mansarddachbau im Stil der deutschen Renaissance mit überkuppeltem Eckerker, um 1900                                       | D-1-62-000-2683 | Mietshaus                    |
| Hirschgartenallee 43 (Standort)                       | Wohnhaus                     | zweigeschossiger spätklassizistischer Mansarddachbau, um 1870/80                                                                            | D-1-62-000-2684 | Wohnhaus                     |
| Hirschgartenallee 44 (Standort)                       | Mietshaus                    | neubarock, malerisch gegliedert, 1900–01 von Ludwig Catharinus                                                                              | D-1-62-000-2685 | Mietshaus                    |
| Hirschgartenallee 49 (Standort)                       | Wohnhaus                     | zweigeschossiger traufseitiger Neurenaissancebau mit Mansarddach und Eisenbalkons, um 1880/90                                               | D-1-62-000-8062 | Wohnhaus                     |
| Holmbergstraße 2 (Standort)                           | Einfamilienhaus              | erdgeschossiger giebelseitiger Steildachbau im reduzierten Heimatstil, von Karl Bücklers, 1938; mit Einfriedung, bauzeitlich                | D-1-62-000-2809 | Einfamilienhaus              |
| Holmbergstraße 3 (Standort)                           | Einfamilienhaus              | erdgeschossiger giebelseitiger Steildachbau im reduzierten Heimatstil, von Karl Bücklers, bez. 1937                                         | D-1-62-000-2810 | Einfamilienhaus              |
| Holmbergstraße 4 (Standort)                           | Einfamilienhaus              | erdgeschossiger giebelseitiger Steildachbau im reduzierten Heimatstil, von Karl Bücklers, bez. 1939; mit Einfriedung, bauzeitlich           | D-1-62-000-2811 | Einfamilienhaus              |
| Holmbergstraße 5 (Standort)                           | Einfamilienhaus              | erdgeschossiger traufseitiger Steildachbau im reduzierten Heimatstil, von Karl Bücklers, bezeichnet 1935                                    | D-1-62-000-2812 | Einfamilienhaus              |
| Hubertusstraße 1/1a, Rheingoldstraße 4/6/8 (Standort) | Ehemalige Klinik Krecke      | historisierender Komplex, 1912–14 von Oskar Delisle und Bernhard Ingwersen; mit Rheingoldstr. 12                                            | D-1-62-000-2842 | Ehemalige Klinik Krecke      |
| Hubertusstraße 4 (Standort)                           | Bayerischer Schulbuch-Verlag | zweigeschossiger neubarocker Mansardwalmdachbau mit Erkern und Zwerchhäusern, um 1910                                                       | D-1-62-000-2844 | Bayerischer Schulbuch-Verlag |
| Hubertusstraße 6 (Standort)                           | Villa                        | zweigeschossiger historisierender Walmdachbau mit Altanen, um 1910                                                                          | D-1-62-000-2845 | Villa                        |
| Hubertusstraße 9 (Standort)                           | Mansarddachvilla             | Neo-Louis-XVI-Stil, 1925 von Theodor Mayr.                                                                                                  | D-1-62-000-2846 | weitere Bilder               |
| Hubertusstraße 20 (Standort)                          | Villa                        | neubarock, reich gegliedert, um 1904; Gruppe mit Nr. 22                                                                                     | D-1-62-000-2847 | weitere Bilder               |
| Hubertusstraße 22 (Standort)                          | Villa                        | neubarocker reich gegliederter Mansardwalmdachbau mit Eckerkern und Zwerchhaus, um 1904; Gruppe mit Nr. 20                                  | D-1-62-000-2848 | weitere Bilder               |

### K
| Lage                               | Objekt                | Beschreibung | Akten-Nr.       | Bild                  |
| ---------------------------------- | --------------------- | --- | --------------- | --------------------- |
| Kemnatenstraße 36/38/40 (Standort) | Block aus drei Villen | Gruppenbau aus drei Villen, zweigeschossiger historisierender Satteldachbau mit Altanen und mittlerem Giebelbau, westlich mit Schopfwalmdach abschließend, von Gebrüder Rank, 1902–03. | D-1-62-000-3365 | Block aus drei Villen |
| Kemnatenstraße 42/44 (Standort)    | Doppelvilla           | historisierender zweigeschossiger Traufseitbau mit Steildach, Altanen und Loggien, von Gebrüder Rank, 1902–03                                                                          | D-1-62-000-3366 | Doppelvilla           |
| Kemnatenstraße 45 (Standort)       | Villa                 | zweigeschossiger barockisierender Zeltdachbau, um 1920 | D-1-62-000-3367 | Villa                 |
| Kemnatenstraße 46 (Standort)       | Villa                 | zweigeschossiger Jugendstilbau mit Giebeln und Putzdekor, von Gebrüder Rank 1902/03 | D-1-62-000-3368 | Villa                 |
| Kemnatenstraße 50 (Standort)       | Villa                 | zweigeschossiger Jugendstilbau mit geschwungenem Zwerchgiebel und reicher Fassadenzier, 1902/03 von Gebrüder Rank                                                                      | D-1-62-000-3369 | weitere Bilder        |

### L
| Lage                                                      | Objekt                  | Beschreibung | Akten-Nr.       | Bild                |
| --------------------------------------------------------- | ----------------------- | --- | --------------- | ------------------- |
| Laimer Straße 14/16/18/20/22/24/26/28/30/32/34 (Standort) | Reihenhausgruppe        | historisierend, frühes 20. Jahrhundert; mit Richildenstraße 39/41 und Wotanstraße 47 | D-1-62-000-3729 | Reihenhausgruppe    |
| Laimer Straße 40 (Standort)                               | Malerisches Eckhaus     | Neurenaissance, mit Türmchen, Ende 19. Jahrhundert. | D-1-62-000-3730 | Malerisches Eckhaus |
| Laimer Straße 52 (Standort)                               | Einfamilienhaus         | 1934 im reduzierten Heimatstil von Architekt Karl Bücklers; Teil der Schlossparkkolonie Nymphenburg. | D-1-62-000-3732 | Einfamilienhaus     |
| Lierstraße 27 (Standort)                                  | Villa                   | zweigeschossiger neubarocker Mansardwalmdachbau mit durch Balkon und geschweiften Zwerchgiebel betonter Mittelachse und Stuckgliederung, um 1900 | D-1-62-000-3920 | Villa               |
| Ludwig-Ferdinand-Brücke (Standort)                        | Ludwig-Ferdinand-Brücke | Eisenbetonbogenbrücke über den Nymphenburger Kanal, neubarock, in Anpassung an den Schlossbereich Nymphenburg mit Naturstein verkleidet, 1892 von Friedrich von Thiersch; mit Laternenpfeilern; später unter Beibehaltung der alten Form mit Stahlbetonbögen verbreitert. | D-1-62-000-4078 | weitere Bilder      |
| Ludwig-Ferdinand-Platz 1 (Standort)                       | Villa                   | neuklassizistisch, mit Säulenbalkon, 1924/25 von Hans Büttner | D-1-62-000-4079 | Villa               |

### M
| Lage                                          | Objekt                                                  | Beschreibung | Akten-Nr.       | Bild                                                    |
| --------------------------------------------- | ------------------------------------------------------- | --- | --------------- | ------------------------------------------------------- |
| Maria-Ward-Straße 3 (Standort)                | Pförtnerhaus des Instituts der Englischen Fräulein      | Erbaut im Jahr 1899 nach Plänen des Architekten Hans Grässel als Zollhaus an der Moosacherstraße 1. Im Jahr 1911 durch die Gebrüder Rank umgebaut, und an das neue Erziehungsinstitut angepasst | D-1-62-000-4280 | Pförtnerhaus des Instituts der Englischen Fräulein      |
| Maria-Ward-Straße 5 (Standort)                | Institut der Englischen Fräulein                        | barockisierend, 1910–12 von Gebrüder Rank; zugehörig Nr. 3, 7 und 9 | D-1-62-000-4280 | Institut der Englischen Fräulein                        |
| Maria-Ward-Straße 7 (Standort)                | Kindertagesstätte des Instituts der Englischen Fräulein | ehemalige Schule, Walmdachhaus von 1840 | D-1-62-000-4280 | Kindertagesstätte des Instituts der Englischen Fräulein |
| Maria-Ward-Straße 9 (Standort)                | An Maria-Ward-Straße 7 anschließender, älterer Trakt.   | Neurenaissance, 1894–95. | D-1-62-000-4280 | An Maria-Ward-Straße 7 anschließender, älterer Trakt.   |
| Maria-Ward-Straße 10 (Standort)               | Nymphenburger Friedhof                                  | kleine Rechteckanlage mit Mauer; als Abschluss an der östlichen Schmalseite romanisierendes Friedhofsgebäude mit fortgesetzter Arkadenreihe an beiden Seiten, 1875 | D-1-62-000-4283 | Nymphenburger Friedhof                                  |
| Maria-Ward-Straße 11 (Standort)               | Kloster und Kirche der Englischen Fräulein              | Mit Zugang über erdgeschossig umbauten Hof durch als Glockenträger hochgeführtes Eingangstor; Kloster- und Institutskirche zur Hl. Dreifaltigkeit, ebenerdiger, rechteckiger Ziegelbau, über dem sich auf kreisförmigem Grundriss ein hohes, im Ansatz verglastes Faltdach erhebt, 1962–64 von Josef Wiedemann; im als Zentralraum gestalteten Kirchenraum öffnet sich die kassettierte Betondecke mittig zu einer durch zwölf Stützen geöffneten Rotunde und zum gefalteten Holzdach; mit Ausstattung; mit drei zum weiträumigen Garten orientierten, flachgedeckten erd-bzw. dreigeschossigen Konventbauten, 1960/65 vom gleichen Architekten. | D-1-62-000-7908 | Kloster und Kirche der Englischen Fräulein              |
| Menzinger Straße 2 (Standort)                 | Mietshaus                                               | dreigeschossiger gegliederter Jugendstilbau mit Mansarddach, Segmenterker und Gauben, Anfang 20. Jahrhundert | D-1-62-000-4511 | Mietshaus                                               |
| Menzinger Straße 6 (Standort)                 | Mietshaus                                               | dreigeschossiger Neubarockbau mit Mansardwalmdach, Putzgliederung und Kastenerker, um 1900 | D-1-62-000-4512 | weitere Bilder                                          |
| Menzinger Straße 9/9a (Standort)              | Kleinhaus                                               | eingeschossiger Satteldachbau mit Zwerchhaus, im Kern 18. Jahrhundert, Zwerchhaus 19. Jahrhundert, nördlich angebaut zweigeschossiger Traufseitbau mit Satteldach, wohl 19. Jahrhundert; Nebengebäude, eingeschossiges Kleinhaus mit Satteldach, der ehemalige traufseitige Zugang zugesetzt, wohl Mitte 19. Jahrhundert | D-1-62-000-4513 | Kleinhaus                                               |
| Menzinger Straße 48 (Standort)                | Krankenanstalt des Dritten Ordens                       | Altbau, dreigeschossige barockisierende Dreiflügelanlage mit Mansardwalmdach, segmentbogenförmigem Loggienvorbau und Kapellenanbau im Norden, von den Gebrüdern Rank, 1911/12; mit Einfriedung, gleichzeitig; Trakt an der Menzinger Straße, barockisierende Dreiflügelanlage mit Mansardwalmdach, der Hauptbau dreigeschossig, die Seitentrakte zweigeschossig, von Franz Rank, 1926/27. | D-1-62-000-4515 | Krankenanstalt des Dritten Ordens                       |
| Menzinger Straße 61/63/65/67/69/71 (Standort) | Botanischer Garten                                      | angelegt 1910–14 sowohl nach wissenschaftlichen, als auch nach künstlerischen Gesichtspunkten. (Geschütztes Kulturgut) | D-1-62-000-4516 | weitere Bilder                                          |
| Menzinger Straße 61/63 (Standort)             | Gartenverwaltung mit Wirtschaftshof                     | historisierend, um 1910, lobende Erwähnung beim Fassadenpreis 2005 | D-1-62-000-4516 | Gartenverwaltung mit Wirtschaftshof                     |
| Menzinger Straße 65 (Standort)                | Direktionsvilla                                         | um 1910 | D-1-62-000-4516 | weitere Bilder                                          |
| Menzinger Straße 67 (Standort)                | Hauptgebäude (Botanisches Institut der Universität)     | Barockisierender Monumentalbau mit Kuppel, 1911–13 von Ludwig von Stempel und Ludwig Ullmann. Vor dem reich skulptierten Dreierportal der Nordseite (mit Jugendstil-Gittertüren) Freitreppe mit zwei steinernen Sphinxgruppen. Am Mittelrisalit südlich Gedenkplatte für den Gartengründer Karl von Goebel, vom Bildhauers und Medailleur Heinrich Maria Waderé (1865–1950). | D-1-62-000-4516 | Hauptgebäude (Botanisches Institut der Universität)     |
| Menzinger Straße 67 (Standort)                | Cafe-Pavillon                                           | schlößchenartiger Bau, um 1912 | D-1-62-000-4516 | Cafe-Pavillon                                           |
| Menzinger Straße 67 (Standort)                | Neubarocke Pfeilertore                                  | mit Vasen (Haupteingänge) | D-1-62-000-4516 | Neubarocke Pfeilertore                                  |
| Menzinger Straße 67 (Standort)                | Schmuckhof                                              | (Gartenparterre südlich von Nr. 67) Begrenzt von Treppen und Balustergruppen, die mit insgesamt sechs bunten Majolikafiguren von Joseph Wackerle besetzt sind. Südlich davon Terrasse, von Pergola aus Stein umgeben, 1936; abgeschlossen vom schlößchenartigen Cafe-Pavillon. Nördlich vor diesem zwei, südlich dahinter vier, südwestlich eine weitere weiße Majolikafigur von Joseph Wackerle. | D-1-62-000-4516 | Schmuckhof                                              |
| Menzinger Straße 67 (Standort)                | Gewächshäuser                                           | mit halbrundem Eingangsportikus und erhöhter Glaskuppel der Palmenhalle im Zentrum, 1910–12 | D-1-62-000-4516 | Gewächshäuser                                           |
| Menzinger Straße 67 (Standort)                | Pumpenhaus                                              | barockisierender Achteck-Pavillon, um 1910 | D-1-62-000-4516 | Pumpenhaus                                              |
| Menzinger Straße 67 (Standort)                | Denkmal für Carl Friedrich Philipp von Martius          | mit Steinbüste, 1905 von Erwin Kurz | D-1-62-000-4516 | weitere Bilder                                          |
| Menzinger Straße 69 (Standort)                | Dienstgebäude                                           | Direktion der Staatlichen Naturwissenschaftlichen Sammlungen: historisierende Villa, um 1910. | D-1-62-000-4516 | Dienstgebäude                                           |
| Menzinger Straße 71 (Standort)                | Dienstgebäude                                           | Direktion der Staatlichen Naturwissenschaftlichen Sammlungen: historisierende Villa, um 1910. | D-1-62-000-4516 | Dienstgebäude                                           |
| Montenstraße 1 (Standort)                     | Malerische Villa                                        | deutsche Renaissance, um 1900, samt Gartenzaun; am Rondell Neu-Wittelsbach | D-1-62-000-4600 | weitere Bilder                                          |

### N
| Lage                                         | Objekt                              | Beschreibung | Akten-Nr.       | Bild                            |
| -------------------------------------------- | ----------------------------------- | --- | --------------- | ------------------------------- |
| Nederlinger Straße 1 (Standort)              | Reihenhaus                          | historisierend, 1908 von Paul Böhmer; Gruppe mit 3 und 5 | D-1-62-000-4687 | Reihenhaus                      |
| Nederlinger Straße 3 (Standort)              | Reihenhaus                          | historisierend, 1909 von Paul Böhmer; Gruppe mit 1 und 5 | D-1-62-000-4689 | Reihenhaus                      |
| Nederlinger Straße 5 (Standort)              | Reihenhaus                          | historisierend, 1910/11 von Emil Schweighart; Gruppe mit 1 und 3 | D-1-62-000-4689 | Reihenhaus                      |
| Nederlinger Straße 7 (Standort)              | Ehemaliges Wohnhaus Döllgast        | Einfamilienhaus mit Atelier, schmales dreigeschossiges Reihenhaus in Ecklage, schlichter Satteldachbau aus unverputzten Abbruchziegeln, mit Betonstürzen über Fenster und Türen und einfachem Vordach aus Eisenstäben, von Hans Döllgast, 1954, Um- und Anbau 1985; mit Einfriedungsmauer, 1954.                                  | D-1-62-000-8053 | Ehemaliges Wohnhaus Döllgast    |
| Nederlinger Straße 35 (Standort)             | Zweigeschossiges Satteldachhaus     | zweigeschossiges Satteldachhaus vom ländlichen Typ, 2. Hälfte 19. Jahrhundert, erneuert | D-1-62-000-4694 | Zweigeschossiges Satteldachhaus |
| Nibelungenstraße 48 (Standort)               | Erneuerte Villa                     | mit Jugendstil-Eckerker, Anfang 20. Jahrhundert; Block mit Flüggenstraße 1 | D-1-62-000-4744 | Erneuerte Villa                 |
| Nibelungenstraße 51 (Standort)               | Evang.-Luth. Stephanuskirche        | romanisierend, 1936–38 von German Bestelmeyer; mit Ausstattung; Gruppe mit Pfarrhaus, siehe Pechlarner Straße 25 | D-1-62-000-4745 | weitere Bilder                  |
| Nibelungenstraße 74/74a (Standort)           | Villa                               | Teil eines Doppelwohnhauses mit hohem Walmdach, 1927–29 von Paul Tafel; mit polygonalem Flacherker, seitlichem Eingangs-Vordach über Säulen und mit gotisierenden Motiven des Art déco; vgl. Nibelungenstraße 74. | D-1-62-000-8025 | Villa                           |
| Nibelungenstraße 76 (Standort)               | Mietshaus                           | Eckbau im barockisierenden Jugendstil, 1914 von Anton Wörz. | D-1-62-000-4746 | weitere Bilder                  |
| Nibelungenstraße 84 (Standort)               | Villa                               | barockisierend, mit Säulenterrasse, 1922 von Wilhelm Borchert | D-1-62-000-4747 | Villa                           |
| Nördliche Auffahrtsallee 26/27/28 (Standort) | Reihenhausgruppe                    | zweigeschossige historisierende Bauten mit Giebelaufsätzen, Vorbauten und Balkons, 1906/07 von Paul Böhmer | D-1-62-000-4789 | Reihenhausgruppe                |
| Nördliche Auffahrtsallee 61 (Standort)       | Malerisches Mietshaus               | dreigeschossiger rechtwinkliger Neubarockbau mit Mansardwalmdach und Erkertürmchen, um 1900; Gruppe mit Stievestraße 1 und 3 | D-1-62-000-4790 | weitere Bilder                  |
| Nördliche Auffahrtsallee 62 (Standort)       | Mietshaus                           | Dreigeschossiger Neurenaissancebau in Ecklage mit Mansardwalmdach, Risalit und Kastenerker, um 1900, mit Vorgartenzaun an der Pilarstraße. | D-1-62-000-4791 | weitere Bilder                  |
| Nördliche Auffahrtsallee 63 (Standort)       | Mietshaus                           | dreigeschossiger Neurenaissance-Eckbau mit Mansardwalmdach, Kastenerker und Balkons, bezeichnet 1901; mit Einfriedung, gleichzeitig | D-1-62-000-4792 | Mietshaus                       |
| Nördliche Auffahrtsallee 64 (Standort)       | Mietshaus                           | dreigeschossiger barockisierender Jugendstilbau mit Mansardwalmdach und turmartiger Eckausbildung, südlich dreigeschossiger Vorbau mit Balustrade, um 1900; mit Einfriedung, gleichzeitig; Pendant zu Nr. 65, bildet eine symmetrische Gruppe                                                                                     | D-1-62-000-4793 | Mietshaus                       |
| Nördliche Auffahrtsallee 65 (Standort)       | Mietshaus                           | dreigeschossiger barockisierender Jugendstilbau mit Mansardwalmdach und turmartiger Eckausbildung, südlich dreigeschossiger Vorbau mit Balustrade, um 1900; mit Einfriedung, gleichzeitig; Pendant zu Nr. 64, bildet eine symmetrische Gruppe                                                                                     | D-1-62-000-4794 | Mietshaus                       |
| Nördliche Auffahrtsallee 66 (Standort)       | Mietshaus                           | dreigeschossiger Neurenaissancebau mit Mansarddach, um 1870 | D-1-62-000-4795 | Mietshaus                       |
| Nördliche Auffahrtsallee 67 (Standort)       | Wohn- und Geschäftshaus             | zweigeschossiger Mansarddachbau, 18./19. Jahrhundert | D-1-62-000-4796 | Wohn- und Geschäftshaus         |
| Nördliche Auffahrtsallee 69 (Standort)       | Gasthaus Metzgerwirt                | zweigeschossiges Walmdachhaus, 18. Jahrhundert | D-1-62-000-4798 | weitere Bilder                  |
| Nördliches Schloßrondell 6 (Standort)        | Rondellpavillon                     | zweigeschossiger Mansardwalmdachbau mit Giebelrisalit und Putzgliederung, von Joseph Effner, Mitte 18. Jahrhundert; beidseitig Rondellmauer mit barocker Putzgliederung, bauzeitlich; zur Porzellanmanufaktur gehörig, siehe Schloss Nymphenburg                                                                                  | D-1-62-000-4800 | weitere Bilder                  |
| Nördliches Schloßrondell 8 (Standort)        | Rondellpavillon                     | seit 1761 Staatliche Porzellanmanufaktur, zweigeschossiger Walmdachbau mit halbrundem Mittelrisalit und Putzgliederung, von Joseph Effner, 1758; beidseitig Rondellmauer mit barocker Putzgliederung, bauzeitlich; siehe Schloss Nymphenburg                                                                                      | D-1-62-000-4800 | weitere Bilder                  |
| Nördliches Schloßrondell 10 (Standort)       | Rondellpavillon                     | zweigeschossiges Wohnhaus mit Walmdach, halbrundem Mittelrisalit und Putzgliederung, von Joseph Effner, um 1740/50; beidseitig Rondellmauer mit barocker Putzgliederung, bauzeitlich; siehe Schloss Nymphenburg | D-1-62-000-4801 | weitere Bilder                  |
| Nördliches Schloßrondell 12 (Standort)       | Rondellpavillon                     | jetzt Schule und Tagesheim der Maria-Ward-Schule, zweigeschossiger Walmdachbau mit Dreiecksgiebel und Putzgliederung, von Joseph Effner, 1729; beidseitig Rondellmauer mit barocker Putzgliederung, bauzeitlich; siehe Schloss Nymphenburg                                                                                        | D-1-62-000-4802 | weitere Bilder                  |
| Notburgastraße 6 (Standort)                  | Mietshaus                           | freistehender Neubarockbau, reich gegliedert, mit Eckturm, bezeichnet 1895 | D-1-62-000-4806 | Mietshaus                       |
| Notburgastraße 7 (Standort)                  | Katholische Pfarrkirche Christkönig | barockisierender längsovaler Zentralbau mit Doppelturmfassade, von August Blössner, 1928–29, nach Kriegsschäden erneuert; Pfarrhaus, zweigeschossiger Walmdachbau, mit eingeschossigem Anbau, von August Blössner, 1937–38; Kriegergedächtniskapelle, vor der Kirche errichteter achteckiger Zeltdachbau, barockisierend, 1923–24 | D-1-62-000-4807 | weitere Bilder                  |

### P
| Lage                           | Objekt                                                 | Beschreibung | Akten-Nr.       | Bild                                                   |
| ------------------------------ | ------------------------------------------------------ | --- | --------------- | ------------------------------------------------------ |
| Pechlarner Straße 4 (Standort) | Pfarrhaus der evangelisch-lutherischen Stephanuskirche | (siehe Nibelungenstraße 51), 1936/37 von German Bestelmeyer | D-1-62-000-5187 | Pfarrhaus der evangelisch-lutherischen Stephanuskirche |
| Pilarstraße 1 (Standort)       | Mietshaus                                              | dreigeschossiger barockisierender Jugendstilbau mit Mansardwalmdach, Giebelrisalit, Eisenbalkons und Fassadenstuck, von Vinzenz Göttzell, 1904; mit Einfriedung, gleichzeitig | D-1-62-000-5336 | Mietshaus                                              |
| Pilarstraße 2 (Standort)       | Mietshaus                                              | dreigeschossiger Neurenaissancebau mit Walmdach, Kastenerker und Schweifgiebel, um 1900; mit Einfriedung, gleichzeitig | D-1-62-000-5337 | Mietshaus                                              |
| Pilarstraße 3/5 (Standort)     | Mietshaus                                              | dreigeschossiger barockisierender Jugendstilbau mit Mansardwalmdach, Erker-Balkon-Gruppe und turmartig erhöhter Eckausbildung, um 1900; mit Einfriedung, gleichzeitig | D-1-62-000-5338 | Mietshaus                                              |
| Pilarstraße 7 (Standort)       | Mietshaus                                              | dreigeschossiger Jugendstilbau mit Mansardwalmdach, seitlichem Giebelrisalit, Balkons und Fassadendekor, erbaut durch das Baugeschäft Erwin Böck und Jakob Berger, 1900/02 | D-1-62-000-5340 | Mietshaus                                              |
| Pilarstraße 8 (Standort)       | Mietshaus                                              | dreigeschossiger historisierender Walmdachbau in Ecklage mit Zwerchhäusern, Risalit und Fassadenzier, um 1910/20 | D-1-62-000-5341 | Mietshaus                                              |
| Pilarstraße 9 (Standort)       | Mietshaus                                              | dreigeschossiger Neurenaissancebau in Ecklage mit Mansardwalmdach, über Eck gestelltem Erkerturm und Balkons, um 1900; mit Einfriedung, gleichzeitig | D-1-62-000-5342 | Mietshaus                                              |
| Prinzenstraße 18/20 (Standort) | Doppelwohnhaus                                         | in sachlich-schlichtem Heimatstil, 1910 von Eugen Hönig und Karl Söldner; Nr. 20 Wohnhaus Hönigs | D-1-62-000-5547 | Doppelwohnhaus                                         |
| Prinzenstraße 22 (Standort)    | Villa                                                  | barockisierend, 1910/11 von Paul Böhmer; bildet mit Nr. 24 einen Mansarddachblock | D-1-62-000-5548 | Villa                                                  |
| Prinzenstraße 24 (Standort)    | Villa                                                  | barockisierend, 1910/11 von Paul Böhmer; bildet mit Nr. 22 einen Mansarddachblock ehemals unter der Nummer D-1-62-000-5549 separat aufgeführt | D-1-62-000-5548 | Villa                                                  |
| Prinzenstraße 26 (Standort)    | Villa                                                  | zweigeschossiger neubarocker Mansardwalmdachbau mit Eingangsportikus und Stuckgliederung, um 1910/20 | D-1-62-000-5550 | Villa                                                  |
| Prinzenstraße 30 (Standort)    | Villa des Malers Richard Benno Adam                    | Zweigeschossiger Mansardwalmdachbau, gartenseitig zurückspringend, mit Erkern, Wintergarten und Vorzeichen, im Reformstil, von Hans Hartl und Johann Baptist Schmidbauer, 1911; zeitweiliger Wohnort von Lieselotte Fürst-Ramdohr. Treffpunkt führender Mitglieder der Widerstandsgruppe Weiße Rose. | D-1-62-000-8501 | Villa des Malers Richard Benno Adam                    |
| Prinzenstraße 48 (Standort)    | Mietshausblock                                         | dreigeschossiger barockisierender Mansardwalmdachbau mit Mittelrisalit, Loggien und Puttenreliefs, um 1910 | D-1-62-000-5551 | Mietshausblock                                         |
| Prinzenstraße 49 (Standort)    | Mietshaus                                              | dreigeschossiger historisierender Walmdachbau mit übergiebeltem Mittelrisalit und sparsamem Stuckdekor, um 1900 | D-1-62-000-5552 | Mietshaus                                              |
| Prinzenstraße 50 (Standort)    | Mietshausblock                                         | dreigeschossiger barockisierender Mansardwalmdachbau in Ecklage mit Erker-Loggien-Gruppe und Eckerker, von Fritz Sievers, 1910 | D-1-62-000-5553 | Mietshausblock                                         |
| Prinzenstraße 51 (Standort)    | Mietshaus                                              | dreigeschossiger historisierender Mansardwalmdachbau mit Eckturm und sparsamem Stuckdekor, um 1900, vereinfacht | D-1-62-000-5554 | Mietshaus                                              |
| Prinzenstraße 54 (Standort)    | Mietshausblock                                         | mit Mansarddach, barockisierend, 1921 von Paul Böhmer | D-1-62-000-5555 | Mietshausblock                                         |

### R
| Lage                                            | Objekt                            | Beschreibung | Akten-Nr.       | Bild                              |
| ----------------------------------------------- | --------------------------------- | --- | --------------- | --------------------------------- |
| Rheingoldstraße 3 (Standort)                    | Niedrige Villa                    | neuklassizistisch im Herrenhausstil, 1935 von Oskar Delisle und Bernhard Ingwersen | D-1-62-000-5775 | Niedrige Villa                    |
| Rheingoldstraße 12 (Standort)                   | Teil der ehemaligen Klinik Krecke | 1912–14 von Oskar Delisle und Bernhard Ingwersen; vergleiche Hubertusstraße 1 | D-1-62-000-2842 | Teil der ehemaligen Klinik Krecke |
| Richildenstraße 1/3/5/5a/7/7a/9 (Standort)      | Reihenhausgruppe                  | historisierend, um 1910/11 von Heilmann und Littmann; mit Wotanstraße 77/79/81/83 | D-1-62-000-5798 | Reihenhausgruppe                  |
| Richildenstraße 8/10/12/14/16 (Standort)        | Reihenhausgruppe                  | historisierend, um 1910 von Müller und Franz Rattenhuber | D-1-62-000-5799 | Reihenhausgruppe                  |
| Richildenstraße 11/13/15/17/19/21/23 (Standort) | Reihenhausgruppe                  | historisierend, um 1909/10 von Heilmann und Littmann | D-1-62-000-5802 | Reihenhausgruppe                  |
| Richildenstraße 18/20/22 (Standort)             | Reihenhausgruppe                  | historisierend, um 1903 von Alfred Ressel; Gruppe mit Nr. 24 und 26 | D-1-62-000-5809 | Reihenhausgruppe                  |
| Richildenstraße 24 (Standort)                   | Reihenhaus                        | historisierend, um 1905; Gruppe mit Nr. 18/20/22 und 26 | D-1-62-000-5815 | Reihenhaus                        |
| Richildenstraße 25/27/29/31/33/35/37 (Standort) | Reihenhausgruppe                  | historisierend, um 1910 von Heilmann und Littmann | D-1-62-000-5816 | Reihenhausgruppe                  |
| Richildenstraße 26 (Standort)                   | Reihenhaus                        | historisierend, um 1905; Gruppe mit Nr. 18/20/22 und 24 | D-1-62-000-5817 | Reihenhaus                        |
| Richildenstraße 28/30/32/34/36/38 (Standort)    | Reihenhausgruppe                  | zweigeschossiger verputzter Schopfwalmbau in Heimatstilformen mit Schlepp- und zwerchhausartigen verputzten Polygonalgauben sowie Eck gesetztem Erker, um 1910 von Heilmann und Littmann Richildenstraße 28 ehemals unter der Nummer D-1-62-000-5796 separat aufgeführt | D-1-62-000-5819 | Reihenhausgruppe                  |
| Richildenstraße 39/41 (Standort)                | Teil einer Reihenhausgruppe       | historisierend, frühes 20. Jahrhundert; siehe Laimer Straße 14–34 (gerade Nrn.) | D-1-62-000-3729 | Teil einer Reihenhausgruppe       |
| Richildenstraße 56/58/60/62 (Standort)          | Reihenhäuser                      | malerische, symmetrisch komponierte, historisierende Gruppe, Anfang 20. Jahrhundert | D-1-62-000-5829 | Reihenhäuser                      |
| Romanstraße 19 (Standort)                       | Mansarddachvilla                  | historisierend, Anfang 20. Jahrhundert; Vorgartenzaun und Gartenpavillon | D-1-62-000-5893 | weitere Bilder                    |
| Romanstraße 25 (Standort)                       | Villa                             | barockisierend, um 1900 | D-1-62-000-5895 | weitere Bilder                    |
| Romanstraße 26a (Standort)                      | Villa                             | historisierend, samt Pavillon im Vorgarten, Anfang 20. Jahrhundert; am Rondell Neuwittelsbach, vergleiche dort | D-1-62-000-5896 | Villa                             |
| Romanstraße 29 (Standort)                       | Villa                             | neuklassizistisch, mit Säulenbalkon, um 1920 | D-1-62-000-5897 | Villa                             |
| Romanstraße 32 (Standort)                       | Villa                             | neuklassizistisch, mit Säulenbalkon, 1922/23 von Heilmann & Littmann | D-1-62-000-5899 | Villa                             |
| Romanstraße 74 (Standort)                       | Mietshaus                         | Eckbau im späten Jugendstil, um 1910. | D-1-62-000-5900 | Mietshaus                         |
| Romanstraße 95 (Standort)                       | Mietshaus                         | Neurenaissance, freistehender Rohbacksteinbau mit Putzgliederungen, um 1900. | D-1-62-000-5902 | Mietshaus                         |
| Romanstraße 97 (Standort)                       | Mietshaus                         | neubarock, mit Stuckdekor, 1902 von Paul Hartmann; Block mit Nr. 99 | D-1-62-000-5903 | weitere Bilder                    |
| Romanstraße 99 (Standort)                       | Mietshaus                         | neubarock, mit Stuckdekor, 1902 von Paul Hartmann; Block mit Nr. 97 | D-1-62-000-5903 | weitere Bilder                    |
| Romanstraße 101 (Standort)                      | Mietshaus                         | deutsche Renaissance, um 1900 | D-1-62-000-5905 | weitere Bilder                    |
| Romanstraße 103 (Standort)                      | Mietshaus                         | deutsche Renaissance, um 1900 | D-1-62-000-5905 | weitere Bilder                    |
| Rondell Neuwittelsbach 2 (Standort)             | Mansarddachvilla                  | historisierend, um 1910; im Vorgarten Bronzefigur einer Göttin, 20. Jahrhundert | D-1-62-000-5908 | Mansarddachvilla                  |
| Rondell Neuwittelsbach 4 (Standort)             | Villa                             | Neurenaissance, Rohbackstein mit Putzgliederungen, 1883 von Otto Lasne; mit Nr. 5 zu einem Block mit Seitenrisaliten vereinigt. | D-1-62-000-5909 | Villa                             |
| Rondell Neuwittelsbach 5 (Standort)             | Villa                             | Neurenaissance, Rohbackstein mit Putzgliederungen, 1883 von Otto Lasne; mit Nr. 4 zu einem Block mit Seitenrisaliten vereinigt. | D-1-62-000-5909 | Villa                             |

### S
| Lage                                                               | Objekt                                                      | Beschreibung | Akten-Nr.       | Bild                                                        |
| ------------------------------------------------------------------ | ----------------------------------------------------------- | --- | --------------- | ----------------------------------------------------------- |
| Schloss Nymphenburg (Standort)                                     | Schloss Nymphenburg                                         | Ehemaliger Sommersitz der bayerischen Kurfürsten und Könige. Das Schloss bildet mit dem östlich vorgelagerten halbkreisförmigen Rondell und mit dem westlich anschließenden Schlosspark und den darin verteilten Gebäuden, Figuren und Brunnen eine der weitläufigsten und geschlossensten europäischen Schlossanlagen des 17.–19. Jahrhunderts; zugeordnet sind ihm die zuführenden Alleen und Kanäle – vergleiche Ensemble Schloss Nymphenburg und Umgebung. | D-1-62-000-6228 | weitere Bilder                                              |
| Schloss Nymphenburg (Standort)                                     | Hauptschloss                                                | Mittelbau ab 1664, anstelle einer Schwaige, von Agostino Barelli, vollendet von Enrico Zuccalli, später mehrfach umgestaltet. Ab 1702 beiderseits Erweiterung durch Giovanni Antonio Viscardi. Ab 1715 nach Plan Joseph Effners sukzessiver Ausbau zu weitläufiger, symmetrischer, um einen Ehrenhof gestaffelter Anlage von 685 m Gesamtlänge, der das von Kavaliershäusern gesäumte Rondell vorgelegt ist. Die äußersten Flankenbauten des Schlosses im Norden und Süden umschließen je zwei Rechteckhöfe; der Südkomplex (1719 ff.) enthält unter anderem den ehemaligen Marstall – jetzt Marstallmuseum – die ehemaligen Wirtschaftsgebäude mit der Gaststätte zur Schwaige, sowie den Sitz der Bayerischen Verwaltung der staatlichen Schlösser, Gärten und Seen; der in den westwärts rückliegenden Teilen erst im 20. Jahrhundert vollendete Nordkomplex enthält in seinen älteren, um 1716/30 entstandenen Teilen die ehemalige Orangerie, das Johannisbrunnhaus – mit historischer Pumpenanlage; untergebracht ist im Nordkomplex zudem das Museum Mensch und Natur. | D-1-62-000-6228 | weitere Bilder                                              |
| Schloss Nymphenburg (Standort)                                     | Schlossrondell                                              | Beidseits von je fünf Pavillons umgeben, die durch eine Mauer verbunden sind, öffnet sich mit dem Kanal in den beiden Auffahrtsalleen gegen Osten. Im Rondell Wasserbecken mit Fontäne des 18./19. Jahrhunderts, über die Kanäle vier Brücken mit steinernen Brüstungen oder Balustergeländern in barocken Formen. | D-1-62-000-6228 | weitere Bilder                                              |
| Schlosspark Nymphenburg (Standort)                                 | Schlosspark                                                 | Westwärts des Schlosses, etwa zwei Quadratkilometer groß, begonnen in der zweiten Hälfte des 17. Jahrhunderts, im frühen 18. Jahrhundert im französischen Stil durch Charles Carbonet und Dominique Girard zur heutigen Größe erweitert, im frühen 19. Jahrhundert durch Friedrich Ludwig von Sckell im englischen Stil mit zwei Seen unter Beibehaltung des mittleren Parterres und der drei radialen Hauptachsen umgestaltet. In der Mittelachse der große Kanal mit Kaskade am Westende, von Joseph Effner, 1717, Marmorverkleidung von 1770, zehn Marmorfiguren von Ignaz Günther, Dominik Auliczek, Roman Anton Boos, Giuseppe Volpini, Guillielmus de Grof (eingedeutscht: Wilhelm de Groff) und Charles Dubut, Ende 18. Jahrhundert. Vom Park als Einzelgärten abgesondert sind die beiden Kabinettgärten, der nördliche und der südliche unmittelbar westwärts der beiden Seitenflügel des Hauptschlosses, sowie ein Ziergarten mit Rosengarten nördlich des Gartenparterres vor den Gewächshäusern.                                                                  | D-1-62-000-6228 | weitere Bilder                                              |
| Schlosspark Nymphenburg (Standort)                                 | Große Kaskade                                               | Kaskade am Westende des großen Kanals, von Joseph Effner, 1717, Marmorverkleidung von 1770, zehn Marmorfiguren von Ignaz Günther, Dominik Auliczek, Roman Anton Boos, Giuseppe Volpini, Guillielmus de Grof (eingedeutscht: Wilhelm de Groff) und Charles Dubut, Ende 18. Jahrhundert. | D-1-62-000-6228 | weitere Bilder                                              |
| Schlosspark Nymphenburg (Standort)                                 | Marmorstandbilder                                           | Im Gartenparterre zwölf Marmorstandbilder von Giovanni Marchiori, Dominik Auliczek, Johann Baptist Straub, Ignaz Günther und Roman Anton Boos, dazu zwölf Vasen von Roman Anton Boos und die Fontäne. | D-1-62-000-6228 | weitere Bilder                                              |
| Schlosspark Nymphenburg (Standort)                                 | Figurengruppe                                               | Pan mit Ziegenbock von Peter Lamine. | D-1-62-000-6228 | Figurengruppe                                               |
| Schlosspark Nymphenburg (Standort)                                 | Kleine Kaskade                                              | Im südlichen Kabinettsgarten von François de Cuvilliés der Ältere 1764 mit klassizistischer Hintergrundarchitektur, vier Figuren um 1810/20 von Konrad Eberhard und einer Kopie des 19. Jahrhunderts der Venus vom Esquilin. | D-1-62-000-6228 | weitere Bilder                                              |
| Schlosspark Nymphenburg (Standort)                                 | Zehn Hermenbüsten                                           | um 1720, im nördlichen Kabinettsgarten | D-1-62-000-6228 | weitere Bilder                                              |
| Schlosspark Nymphenburg (Standort)                                 | Drei Brunnen im Ziergarten vor den Gewächshäusern           | jeweils mit Wasserglocke: Putto und Delphin, der östliche 1816 von Peter Lamine, der westliche von Johann Nepomuk Haller; ebendort vier Figuren | D-1-62-000-6228 | weitere Bilder                                              |
| Schlosspark Nymphenburg (Standort)                                 | Urteil des Paris                                            | von Landolin Ohnmacht, Anfang 19. Jahrhundert; weitere Figuren in den Gewächshäusern | D-1-62-000-6228 | Urteil des Paris                                            |
| Schlosspark Nymphenburg (Standort)                                 | Laufbrunnen                                                 | Marmorbecken mit Obelisk – von 1928 in der Nordostecke des Gartenparterres. | D-1-62-000-6228 | Laufbrunnen                                                 |
| Schlosspark Nymphenburg (Standort)                                 | Kastenschleuse                                              | des 18. Jahrhunderts mit Treppenanlage beim Hameau | D-1-62-000-6228 | Kastenschleuse                                              |
| Schlosspark Nymphenburg (Standort)                                 | Brücken                                                     | über die Wasserläufe des Parkes größtenteils spätes 19. Jahrhundert | D-1-62-000-6228 | weitere Bilder                                              |
| Schlosspark Nymphenburg (Standort)                                 | Jagd- und Lustschlösschen Amalienburg                       | eingeschossiger Rokokobau mit erhöhtem Kuppelraum, von Francois de Cuvillies d. Ä., 1734–1739 | D-1-62-000-6228 | weitere Bilder                                              |
| Schlosspark Nymphenburg (Standort)                                 | Lustschlösschen Badenburg                                   | mit Badeanlage, von Joseph Effner, 1718–21 | D-1-62-000-6228 | weitere Bilder                                              |
| Schlosspark Nymphenburg (Standort)                                 | Magdalenenklause                                            | Eremitage in Form einer künstlichen Ruine mit Kapelle, von Joseph Effner, 1725–1728. | D-1-62-000-6228 | weitere Bilder                                              |
| Schlosspark Nymphenburg (Standort)                                 | Pagodenburg                                                 | Gartenpavillon im „chinesischen Geschmack“, zweigeschossig, in Form eines oktogonalen Zentralbaues mit vier kurzen Flügeln, von Joseph Effner, 1716–1721. | D-1-62-000-6228 | weitere Bilder                                              |
| Schlosspark Nymphenburg (Standort)                                 | Monopteros, sogenannter Apollotempel                        | Rundtempel mit zehn Sandsteinsäulen im korinthischen Stil und Marmorstele mit einer Widmung Ludwigs I., nach Plänen von Leo von Klenze, 1865; auf einer Halbinsel am südlichen Ufer des Badenburger See errichtet. | D-1-62-000-6228 | weitere Bilder                                              |
| Schlosspark Nymphenburg (Standort)                                 | Sommerhaus bzw. Gartensalettchen, sogenanntes Hexenhäuschen | hölzerner Achteckpavillon mit Vorbau, 1799 | D-1-62-000-6228 | Sommerhaus bzw. Gartensalettchen, sogenanntes Hexenhäuschen |
| Schlosspark Nymphenburg (Standort)                                 | Ehemalige Menagerie                                         | eingeschossiger Mansardwalmdachbau, Mitte 18. Jahrhundert, Anfang 19. Jahrhundert erweitert; Nebengebäude, eingeschossig mit Steildach; an der Parkmauer südlich der Amalienburg | D-1-62-000-6228 | Ehemalige Menagerie                                         |
| Schlosspark Nymphenburg (Standort)                                 | Hameau bzw. Dörfchen                                        | vier eingeschossige Häuschen mit dem Brunnenhaus in der Mitte und dem ehemaligen sogenannter Biberteich, um 1762 | D-1-62-000-6228 | Hameau bzw. Dörfchen                                        |
| Schlosspark Nymphenburg (Standort)                                 | Grünes Brunnhaus                                            | zweigeschossiges Pumpenhaus mit Walmdach, 1720, 1803 erneuert; mit technischer Ausstattung | D-1-62-000-6228 | weitere Bilder                                              |
| Schlosspark Nymphenburg (Standort)                                 | Brunnwärterhaus                                             | westlich ehemaliges Brunnwärterhaus mit Schmiede, Walmdachbau mit Putzgliederung | D-1-62-000-6228 | Brunnwärterhaus                                             |
| Schlosspark Nymphenburg (Standort)                                 | Hirschgartenbrunnhaus                                       | östlich sogenanntes Hirschgartenbrunnhaus, Walmdachbau mit Wandbrunnen; mit technischer Ausstattung | D-1-62-000-6228 | weitere Bilder                                              |
| Schlosspark Nymphenburg (Standort)                                 | Biberwärterhaus                                             | Satteldachbau | D-1-62-000-6228 | Biberwärterhaus                                             |
| Schlosspark Nymphenburg (Standort)                                 | Wohnhaus                                                    | Satteldachbau mit Durchfahrt. | D-1-62-000-6228 | Wohnhaus                                                    |
| Schlosspark Nymphenburg (Standort)                                 | Ehemaliges Küchenhaus                                       | zweigeschossiges Wohnhaus mit Walmdach, 18. Jahrhundert; östlich der Badenburg | D-1-62-000-6228 | Ehemaliges Küchenhaus                                       |
| Schlosspark Nymphenburg (Standort)                                 | Wohnhaus                                                    | eingeschossiger Walmdachbau mit kleinem Nebengebäude, 18. Jahrhundert; östlich der Pagodenburg | D-1-62-000-6228 | Wohnhaus                                                    |
| Schlosspark Nymphenburg (Standort)                                 | Vogelhaus                                                   | Achteckpavillon mit Fassadenmalereien, von Francois de Cuvillies d. Ä., 1757, die weitgehend erneuerte Bemalung von Ambrosius Hörmannstorffer; im südlichen Kabinettsgarten. | D-1-62-000-6228 | Vogelhaus                                                   |
| Schlosspark Nymphenburg (Standort)                                 | Gewächshäuser im Ziergarten                                 | östliches Gewächshaus, sogenanntes Eisernes Haus, von Friedrich Ludwig von Sckell, 1807, nach Brand aus Eisen und Glas neu errichtet von Carl Mühlthaler, 1867; mittleres Gewächshaus, sogenanntes Geranienhaus, von Friedrich Ludwig von Sckell, 1816; westliches Gewächshaus, sogonnantes Palmenhaus, von Friedrich Ludwig von Sckell, 1820 (erneuert) | D-1-62-000-6228 | weitere Bilder                                              |
| Schlosspark Nymphenburg (Standort)                                 | Gewächshaus der Gärtner                                     | Treibhaus mit schräger Glaswand, 18. Jahrhundert; an der Parkmauer zur Maria-Ward-Straße ehemals unter der Nummer D-1-62-000-4275 aufgeführt | D-1-62-000-6228 | Gewächshaus der Gärtner                                     |
| Schlosspark Nymphenburg (Standort)                                 | Meierei                                                     | um einen unregelmäßigen Hof gruppierte Ökonomiegebäude, zweite Hälfte 19. Jahrhundert, stark erneuert | D-1-62-000-6228 | Meierei                                                     |
| Schlosspark Nymphenburg (Standort)                                 | Sogenanntes Gelbes Haus                                     | dreigeschossiger Neurenaissancebau mit Walmdach, mit Werkstattgebäude, eingeschossiger Mansarddachbau, um 1900 | D-1-62-000-6228 | Sogenanntes Gelbes Haus                                     |
| Schlosspark Nymphenburg (Standort)                                 | Parkmauer Schlosspark Nymphenburg                           | mit Ahas, Rundtürmchen und Parktoren, 1730–1735, Ahas Anfang 19. Jahrhundert | D-1-62-000-6228 | Parkmauer Schlosspark Nymphenburg                           |
| Schlosspark Nymphenburg (Standort)                                 | Nymphenburger Kanalsystem                                   | in unmittelbarem Zusammenhang mit der Schlossanlage mit Nymphenburger Kanal mit Kastenschleuse am Ostende und Biedersteiner Kanal, das Schloss einerseits mit der Würm, andererseits mit dem Schwabinger Bach verbindend, angelegt 1701–1702 und 1728 (siehe auch Nordmünchner Kanalsystem, Schleißheimer Kanal und Würmkanal) | D-1-62-000-6228 | weitere Bilder                                              |
| Schlosspark Nymphenburg (Standort)                                 | Ehemaliger Jagdzeugstadel                                   | auf der Südseite des Schlossparkes, 1890 (siehe Zuccalistraße 8) | D-1-62-000-6228 | Ehemaliger Jagdzeugstadel                                   |
| Schlosspark Nymphenburg (Standort)                                 | Ehemalige Schlossökonomie beziehungsweise Bauhof            | siehe Zuccalistraße 2a | D-1-62-000-6228 | Ehemalige Schlossökonomie beziehungsweise Bauhof            |
| Schlosspark Nymphenburg (Standort)                                 | Volksschule der Englischen Fräulein                         | ehemaliges Chorfrauenstift Notre-Dame, im Nordbau von Schloss Nymphenburg, 18. Jahrhundert ehemals unter der Nummer D-1-62-000-4273 aufgeführt | D-1-62-000-6228 | Volksschule der Englischen Fräulein                         |
| Schlosspark Nymphenburg (Standort)                                 | Meierei (Ökonomie) im Schlosspark                           | unregelmäßig um Hof gruppierte Gebäude, 2. Hälfte 19. Jahrhundert, stark erneuert; siehe auch Schloss Nymphenburg | D-1-62-000-6228 | Meierei (Ökonomie) im Schlosspark                           |
| Sophie-Stehle-Straße 1 (Standort)                                  | Villa                                                       | historisierend, um 1910; Block mit Nr. 3 | D-1-62-000-6591 | Villa                                                       |
| Sophie-Stehle-Straße 2 (Standort)                                  | Villa                                                       | historisierend, 1911 von Paul Böhmer; Block mit Flüggenstraße 13 | D-1-62-000-6592 | Villa                                                       |
| Sophie-Stehle-Straße 3 (Standort)                                  | Villa                                                       | historisierend, um 1910; Block mit Nr. 1 | D-1-62-000-6591 | Villa                                                       |
| Sophie-Stehle-Straße 6 (Standort)                                  | Stattliche Mansarddachvilla                                 | neubarock um 1910 | D-1-62-000-6594 | weitere Bilder                                              |
| Sophie-Stehle-Straße 14 (Standort)                                 | Villa                                                       | historisierender zweigeschossiger Mansardwalmdachbau mit Erkern und Zwerchhaus, um 1910 | D-1-62-000-6595 | Villa                                                       |
| Stievestraße 1 (Standort)                                          | Mietshaus                                                   | neubarocker Eckbau, um 1900; Gruppe mit Nr. 3; vergleiche auch Ensemble Nymphenburg | D-1-62-000-6700 | Mietshaus                                                   |
| Stievestraße 3 (Standort)                                          | Mietshaus                                                   | neubarock, um 1900; Gruppe mit Nr. 1 | D-1-62-000-6701 | Mietshaus                                                   |
| Stievestraße 5 (Standort)                                          | Mietshaus                                                   | barockisierender Jugendstil, mit reichem Stuckdekor und Erker, Anfang 20. Jahrhundert | D-1-62-000-6702 | Mietshaus                                                   |
| Stievestraße 7 (Standort)                                          | Mietshaus                                                   | barockisierend, bezeichnet 1911, erbaut von Oskar Pusch & Kronenbitter; Gruppe mit Nr. 9 | D-1-62-000-6703 | Mietshaus                                                   |
| Stievestraße 9 (Standort)                                          | Mietshaus                                                   | barockisierender Eckbau, um 1911; Gruppe mit Nr. 7 | D-1-62-000-6704 | Mietshaus                                                   |
| Stuberstraße 7 (Standort)                                          | Palaisartige Mansarddachvilla                               | 1926 von Valentin de Franceschi und Friedrich Pfeifer | D-1-62-000-6721 | Palaisartige Mansarddachvilla                               |
| Südliche Auffahrtsallee 58 (Standort)                              | Dreigeschossiges Mietshaus                                  | deutsche Renaissance, 1898 von Joh. Probst | D-1-62-000-6725 | Dreigeschossiges Mietshaus                                  |
| Südliche Auffahrtsallee 60 (Standort)                              | Wohnhaus                                                    | zweigeschossiger barocker Walmdachbau mit Mittelrisalit und Putzgliederung, 18. Jahrhundert | D-1-62-000-6726 | Wohnhaus                                                    |
| Südliche Auffahrtsallee 62 (Standort)                              | Dreigeschossiges Mietshaus                                  | neubarock, um 1900; samt Jugendstil-Gitterzaun | D-1-62-000-6727 | Dreigeschossiges Mietshaus                                  |
| Südliche Auffahrtsallee 66 (Standort)                              | Wohnhaus                                                    | zweigeschossiger barocker Walmdachbau mit Stuckgliederung, 18. Jahrhundert | D-1-62-000-6728 | Wohnhaus                                                    |
| Südliche Auffahrtsallee 72 (Standort)                              | Mietshaus                                                   | barockisierend, um 1910; Gruppe mit Nr. 73 | D-1-62-000-6729 | Mietshaus                                                   |
| Südliche Auffahrtsallee 73 (Standort)                              | Mietshaus                                                   | barockisierend, um 1910; Gruppe mit Nr. 72 | D-1-62-000-6730 | Mietshaus                                                   |
| Südliche Auffahrtsallee 77 (Standort)                              | Wohnhaus                                                    | zweigeschossiges barockes Eckhaus mit Mansarddachwalmdach, wohl 18. Jahrhundert | D-1-62-000-6731 | Wohnhaus                                                    |
| Südliche Auffahrtsallee 78 (Standort)                              | Zweigeschossiges Wohnhaus                                   | zweigeschossiger historisierender Satteldachbau mit Kastengesims, 20. Jahrhundert | D-1-62-000-6732 | Zweigeschossiges Wohnhaus                                   |
| Südliche Auffahrtsallee 82 (Standort)                              | Volksschule                                                 | erbaut 1898, 1909 barockisierend im Stil des Schloss-Ensembles von Nymphenburg umgestaltet | D-1-62-000-6733 | Volksschule                                                 |
| Südliche Auffahrtsallee 83 (Standort)                              | Zweigeschossiges Satteldachhaus                             | 1. Hälfte 19. Jahrhundert; ehemals Haus des Bürgermeisters von Nymphenburg ehemals unter der Nummer D-1-62-000-6734 separat aufgeführt | D-1-62-000-6735 | Zweigeschossiges Satteldachhaus                             |
| Südliches Schloßrondell 1/5; Südliche Auffahrtsallee 83 (Standort) | Rondellpavillon                                             | jetzt Wohnhaus, zweigeschossiger barocker Walmdachbau mit flachem Mittelrisalit und Stuckgliederung, von Joseph Effner, 1730; beidseitig Rondellmauer, mit barocker Putzgliederung, bauzeitlich | D-1-62-000-6735 | weitere Bilder                                              |
| Südliches Schloßrondell 5/1 (Standort)                             | Rondellpavillon                                             | ehemaliges Kavaliershaus, jetzt zum Krankenhaus der Barmherzigen Brüder gehörig, zweigeschossiger barocker Mansardwalmdachbau mit übergiebeltem Mittelrisalit, Balkon und Stuckgliederung, von Joseph Effner, Mitte 18. Jahrhundert; beidseitig Rondellmauer, mit barocker Putzgliederung, bauzeitlich | D-1-62-000-6736 | weitere Bilder                                              |
| Südliches Schloßrondell 9/5 (Standort)                             | Rondellpavillon                                             | ehemaliges Kavaliershaus, jetzt zum Krankenhaus der Barmherzigen Brüder gehörig, zweigeschossiger barocker Walmdachbau mit halbrundem Mittelrisalit und Stuckgliederung, von Joseph Effner, 1728, beidseitig Rondellmauer, mit barocker Putzgliederung, bauzeitlich | D-1-62-000-6737 | weitere Bilder                                              |
| Südliches Schloßrondell 21 (Standort)                              | Rondellpavillon                                             | jetzt Wohnhaus, zweigeschossiger barocker Walmdachbau mit halbrundem erhöhtem Mittelrisalit und Stuckgliederung, von Joseph Effner, 1729; beidseitig Rondellmauer, mit barocker Putzgliederung, bauzeitlich | D-1-62-000-6738 | weitere Bilder                                              |
| Südliches Schloßrondell 23 (Standort)                              | Rondellpavillon                                             | jetzt Carl Friedrich von Siemens Stiftung, zweigeschossiger barocker Walmdachbau mit Stuckgliederung und schmalem Mittelrisalit mit Stuckdekor im Giebelfeld, von Joseph Effner, 1729; beidseitig Rondellmauer, mit barocker Putzgliederung, bauzeitlich | D-1-62-000-6739 | weitere Bilder                                              |
| Sustrisstraße 13/15 (Standort)                                     | Ehemaliges Sommerhaus                                       | kleiner, erdgeschossiger Halbwalmdachbau mit Nebenflügel im Heimatstil, von Max Leiseder, 1924; Garage mit Kegeldach und Treibhaus mit Treppengiebeln, vom gleichen Architekten, 1927 | D-1-62-000-9914 | Ehemaliges Sommerhaus                                       |

### V
| Lage                          | Objekt   | Beschreibung                                                                                             | Akten-Nr.       | Bild     |
| ----------------------------- | -------- | --- | --------------- | -------- |
| Von-Goebel-Platz 8 (Standort) | Wohnhaus | zweigeschossiger Walmdachbau mit risalitartigem Vorbau und Loggia; mit Einfriedung; von Hans Woock, 1928 | D-1-62-000-8672 | Wohnhaus |

### W
| Lage                                        | Objekt                                                | Beschreibung | Akten-Nr.       | Bild                                                  |
| ------------------------------------------- | ----------------------------------------------------- | --- | --------------- | ----------------------------------------------------- |
| Walhallastraße 5 (Standort)                 | Landhaus                                              | zweigeschossiger Satteldachbau mit Giebelrisalit, Segmentbogenfenstern und Putzgliederung, 2. Hälfte 19. Jahrhundert                                                                                            | D-1-62-000-7316 | Landhaus                                              |
| Walhallastraße 7/7a/7b (Standort)           | Villa                                                 | malerischer zweigeschossiger Walmdachbau mit Erker, Altane und nördlichem Schopfwalmdachbau, ostseitig überkuppelter Turm, mit Reminiszenzen an die deutsche Renaissance, um 1900; mit Einfriedung, bauzeitlich | D-1-62-000-7317 | Villa                                                 |
| Wotanstraße 47 (Standort)                   | Teil einer historisierenden Reihenhausgruppe          | frühes 20. Jahrhundert; siehe Laimer Straße 14–34 (gerade Nrn.) | D-1-62-000-3729 | Teil einer historisierenden Reihenhausgruppe          |
| Wotanstraße 49/51/53/55/57/59/61 (Standort) | Symmetrisch komponierte Reihenhausgruppe              | Anfang 20. Jahrhundert. | D-1-62-000-7691 | Symmetrisch komponierte Reihenhausgruppe              |
| Wotanstraße 63/65/67/69/71/73/75 (Standort) | Malerische, symmetrisch komponierte Reihenhausgruppe. | Anfang 20. Jahrhundert. | D-1-62-000-7692 | Malerische, symmetrisch komponierte Reihenhausgruppe. |
| Wotanstraße 77/79/81/83 (Standort)          | Reihenhausgruppe                                      | historisierend, um 1911 von Heilmann und Littmann; mit Richildenstraße 1–9 (ungerade Nrn.) | D-1-62-000-7693 | Reihenhausgruppe                                      |
| Wotanstraße 78 (Standort)                   | Abgerundetes Eckhaus                                  | barockisierender Jugendstil, Anfang 20. Jahrhundert; Gruppe mit Hirschgartenallee 26 | D-1-62-000-7694 | Abgerundetes Eckhaus                                  |

### Z
| Lage                           | Objekt                                                               | Beschreibung | Akten-Nr.       | Bild                                                                 |
| ------------------------------ | -------------------------------------------------------------------- | --- | --------------- | -------------------------------------------------------------------- |
| Zuccalistraße 1 (Standort)     | Traufhaus                                                            | spätklassizistisch, nach Mitte 19. Jahrhundert; bildet mit Nr. 3 einen langgestreckten Block | D-1-62-000-7756 | Traufhaus                                                            |
| Zuccalistraße 2a (Standort)    | Schlossökonomie                                                      | erdgeschossige, z. T. durch Torpfeiler verbundene, langgestreckte Walmdachbauten mit barocker Putzgliederung, 18. Jahrhundert; mit Schlossmauer, 18. Jahrhundert | D-1-62-000-7757 | weitere Bilder                                                       |
| Zuccalistraße 3 (Standort)     | Traufhaus                                                            | klassizistisch, Mitte 19. Jahrhundert; bildet mit Nr. 1 einen langgestreckten Block | D-1-62-000-7758 | Traufhaus                                                            |
| Zuccalistraße 4 (Standort)     | Villa                                                                | biedermeierlich, mit Turm, 1880 von August Thiersch als eigenes Wohnhaus umgebaut | D-1-62-000-7759 | Villa                                                                |
| Zuccalistraße 8 (Standort)     | Jagdzeugstadel                                                       | Stadel des Schlosses Nymphenburg, 1890 | D-1-62-000-7761 | weitere Bilder                                                       |
| Zuccalistraße 13/15 (Standort) | Doppelvilla                                                          | mit Nr. 15, Landhausstil, 1884/87 von August Thiersch | D-1-62-000-7762 | Doppelvilla                                                          |
| Zuccalistraße 16 (Standort)    | Ordenshaus und Redaktionsgebäude der Jesuiten (Oberdeutsche Provinz) | um einen unregelmäßig sechseckigen Innenhof gruppierter, niedriger Baukomplex aus schalungssichtigem Stahlbeton, dessen Grundriss generell ein Sechseck-Raster zugrunde liegt; vertikaler Akzent der Anlage durch drei prismatisch aufragende, fensterlose Bibliothekstürme und einen niedrigeren Kapellenturm; 1961–65 von Paul Schneider-Esleben, Düsseldorf, am Nymphenburger Schlosspark errichtet | D-1-62-000-7907 | Ordenshaus und Redaktionsgebäude der Jesuiten (Oberdeutsche Provinz) |
| Zuccalistraße 31 (Standort)    | Villa                                                                | erdgeschossiger neubarocker Mansardwalmdachbau mit Portikus und Lisengliederung, um 1920 | D-1-62-000-7764 | Villa                                                                |
| Zuccalistraße 33 (Standort)    | Villa                                                                | erdgeschossiger neubarocker Mansardwalmdachbau mit Eingangsportikus und Lisenengliederung, um 1920 | D-1-62-000-7765 | Villa                                                                |

## Ehemalige Baudenkmäler
In diesem Abschnitt sind Objekte aufgeführt, die früher einmal in der Denkmalliste eingetragen waren, jetzt aber nicht mehr. Objekte, die in anderem Zusammenhang also z. B. als Teil eines Baudenkmals weiter eingetragen sind, sollen hier nicht aufgeführt werden. Aktennummern in diesem Abschnitt sind ehemalige, jetzt nicht mehr gültige Aktennummern.

| Lage                               | Objekt                                            | Beschreibung | Akten-Nr.       | Bild                                              |
| ---------------------------------- | ------------------------------------------------- | --- | --------------- | ------------------------------------------------- |
| Brunhildenstraße 9 (Standort)      | Villa                                             | historisierend, Anfang 20. Jahrhundert wegen starker Erneuerung aus der Denkmalliste gestrichen                    | D-1-62-000-1009 | Villa                                             |
| Maria-Ward-Straße 1a/1b (Standort) | Nördlicher Abschlussbau des Schlosses Nymphenburg | 2016 aus der Denkmalliste gestrichen                                                                               | D-1-62-000-4274 | Nördlicher Abschlussbau des Schlosses Nymphenburg |
| Romanstraße 30 (Standort)          | Villa                                             | Mit Holzwerk-Oberteil,um 1900 2009 wegen Reduzierung des historischen Baubestandes aus der Denkmalliste gestrichen | D-1-62-000-5898 | Villa                                             |